# TRYANGLE
《TRYANGLE》是日本组合ALTIMA首張專輯。於2014年3月26日由Warner Home Video發售。

## 概要
- 由MOTSU（ex/m.o.v.e）、SAT（fripSide）、MAON（黑崎真音）所組成的音樂團體「ALTIMA」的第一張專輯發售。
- 過去擔當了TV動畫《灼眼的夏娜 III-Final-》的片尾曲「I'll believe」及「ONE」、TV動畫《加速世界》的片頭曲「Burst The Gravity」以及TV動畫《噬血狂襲》的片頭曲「Fight 4 Real」。
- 這次專輯分為「完全初回生産限定盤」與「通常盤」兩種版本。「完全初回生産限定盤」收錄各種特典。[1]

## 收錄歌曲
CD
1. Walk This Way
作詞、作曲：PERRY JOE、TYLER STEVEN，編曲：八木沼悟志
這首歌曲為翻唱歌曲。
2. Fight 4 Real
作詞：黑崎真音，Rap詞：motsu，作曲、編曲：八木沼悟志
TV動畫《噬血狂襲》片頭曲2
3. Burst The Gravity
作詞：黑崎真音，Rap詞：motsu，作曲、編曲：八木沼悟志
TV動畫《加速世界》片頭曲2
4. CYBER CYBER (Album ver.)
作詞：黑崎真音，Rap詞：motsu，作曲、編曲：八木沼悟志
第三張單曲「Burst the Gravity」的CW曲。
5. Backfire
作詞：黑崎真音，Rap詞：motsu，作曲：八木沼悟志，編曲：八木沼悟志、川崎海
6. Mission Dispatch
作詞：黑崎真音，Rap詞、作曲、編曲：motsu
7. I'll believe
作詞：黑崎真音，Rap詞：motsu，作曲、編曲：八木沼悟志
TV動畫《灼眼的夏娜 III-Final-》片尾曲
8. Here We Are ～Mountain Explosion～
作詞：黑崎真音，Rap詞：motsu，作曲、編曲：八木沼悟志
9. -Indefinitely-
作詞：黑崎真音，Rap詞：motsu，作曲、編曲：八木沼悟志
第一張單曲「I'll believe」的CW曲。
10. ONE
作詞：黑崎真音，Rap詞：motsu，作曲、編曲：八木沼悟志
TV動畫《灼眼的夏娜 III-Final-》片尾曲2
11. WISH i WISH
作詞：黑崎真音，Rap詞：motsu，作曲、編曲：八木沼悟志
第二張單曲「ONE（日语：ONE (ALTIMAの曲)）」的CW曲。
12. TRYANGLE
作詞：motsu，作曲、編曲：八木沼悟志

### 完全初回生産限定盤
DVD（附完全初回生産限定盤）
1. 「CYBER CYBER」（杜拜 ver.）MUSIC VIDEO
2. MUSIC VIDEO MAKING映像 in 杜拜
3. 1st Album《TRYANGLE》TV-SPOT
4. ALTIMA TV ～ Traveling Cannonball in Holland
5. Special Talk about ALTIMA years（52分）
6. リスアニ！CIRCUIT Vol.3（2013.3.22@SHIBUYA O-EAST）よりLIVE映像「I'll believe」「Burst The Gravity」

“秘寶”（封入特典）
1. エネルギーチャージ おにぎりケース
2. 飛び出すブックレット
3. MINI PHOTO BOOK (8P)